# 笠松町コミュニティ消防センター
笠松町コミュニティ消防センター（かさまつちょうコミュニティしょうぼうセンター）は岐阜県羽島郡笠松町の公共施設（コミュニティセンター・消防団施設）。

## 概要
- 地域の消防防災拠点施設及び住民生活の安全に寄与するための施設である[3]。1998年（平成10年）完成[2]。
- 笠松町消防団第一分団車庫と地域コミュニティセンターの複合施設である。地域の消防防災拠点の役割があり、緊急避難場所にも指定されている。

## 施設概要
1階
- 消防団車庫
- 消防団詰所

2階
- 研修室

## 利用案内
- 所在地：岐阜県羽島郡笠松町中新町29番地
- 利用時間：9:00 - 21:30

消防団活動などに支障がある場合は利用不可
- 休館日 : 不定休

## 交通機関
- 名鉄名古屋本線・竹鼻線「笠松駅」下車、徒歩約10分
- 名鉄竹鼻線「西笠松駅」下車、徒歩約5分
- 笠松町公共施設巡回町民バス「笠松中学校前」バス停下車、徒歩約5分

## 周辺施設
- 西笠松駅
- 笠松町立笠松中学校
- 笠松町立笠松小学校
- 笠松町中央公民館
- 笠松町民体育館